# Jon Pertwee
Jon Pertwee (Chelsea, 7 luglio 1919 – Sherman, 20 maggio 1996) è stato un attore britannico.
È noto per aver interpretato il ruolo del Terzo Dottore nella serie televisiva fantascientifica Doctor Who e quello di Worzel Gummidge, protagonista nella serie tv Lo spaventapasseri del 1979

## Biografia
Nacque in una famiglia di attori. Il padre, Roland Pertwee, oltre che attore, era anche sceneggiatore e regista e si separò dalla madre Avice Scholtz quando Jon era molto piccolo. Anche suo cugino Bill era attore. Il figlio Sean Pertwee è a sua volta attore 

### Doctor Who(1970–1974)
Nel 1969, Pertwee venne scelto dai produttori Peter Bryant e Derrick Sherwin per sostituire Patrick Troughton nelle vesti del Terzo Dottore nella serie Doctor Who. Pertwee era già interessato al ruolo, e aveva chiesto al suo agente di fargli avere un'audizione per la parte, e rimase molto sorpreso quando scoprì di essere già presente nella lista dei candidati della produzione. Fu la seconda scelta per il ruolo; la produzione avrebbe voluto ingaggiare Ron Moody, che però non era disponibile al momento. Distanziandosi dalle due precedenti incarnazioni del Dottore, Pertwee interpretò il personaggio come un crociato con un debole per l'azione e i vestiti alla moda, anche quando si ritrovò esiliato sulla Terra e militava nella "UNIT" (Unified Intelligence Taskforce). Interpretò il Dottore per cinque stagioni dal 1970 alla metà del 1974, per più tempo rispetto ai suoi due predecessori William Hartnell e Patrick Troughton, ma apparve in meno puntate rispetto a Hartnell, dato che la BBC ridusse il numero degli episodi a stagione della serie da oltre 40 a 25-26.
All'inizio del 1974, Pertwee annunciò la sua intenzione di abbandonare Doctor Who per tornare a dedicarsi alla sua carriera teatrale. Successivamente raccontò che le ragioni della sua uscita dallo show furono da imputarsi anche alla morte del suo amico e collega Roger Delgado (Il Maestro in Doctor Who) e all'abbandono della serie da parte di Katy Manning e del produttore Barry Letts. L'ultima apparizione di Pertwee come Terzo Dottore avvenne nell'episodio Planet of the Spiders nel giugno 1974, e Tom Baker lo sostituì nel ruolo come Quarto Dottore.
In occasione del ventesimo anniversario della serie, Jon Pertwee indossò nuovamente i panni del Dottore nella puntata celebrativa The Five Doctors (1983).

## Filmografia parziale
- Helter Skelter, regia di Ralph Thomas (1949)
- Alto comando: operazione uranio (Mister Drake's Duck), regia di Val Guest (1951)
- Lo stravagante mister Morris (Will Any Gentleman...?), regia di Michael Anderson (1953)
- Ehi Cesare, vai da Cleopatra? Hai chiuso... (Carry On Cleo), regia di Gerald Thomas (1964)
- Chiamami domani... che oggi devo morire (Carry On Screaming!), regia di Gerald Thomas (1966)
- Dolci vizi al foro (A Funny Thing Happened on the Way to the Forum), regia di Richard Lester (1966)
- Doctor Who – serie TV, 24 serial (1970-1974)
- La casa che grondava sangue (The House That Dripped Blood), regia di Peter Duffell (1971)
- Il mistero del dinosauro scomparso (One of Our Dinosaurs Is Missing), regia di Robert Stevenson (1975)
- Lo spaventapasseri (Worzel Gummidge) – serie TV, 31 episodi (1979-1981)
- SuperTed – serie TV animata, voce di Spottyman (1982)

## Doppiatori italiani
- Giampiero Albertini in  Dolci vizi al foro
- Mario Milita in Lo spaventapasseri
- Antonello Governale in SuperTed